# Moritz van Dülmen
Moritz van Dülmen (* 20. Dezember 1970 in München) ist ein deutscher Kulturmanager. Er ist erster Geschäftsführer der Kulturprojekte Berlin GmbH. 

## Leben und Wirken
Moritz van Dülmen studierte Volks- und Betriebswirtschaftslehre. 1999 war er administrativer Leiter für das Kultur- und Veranstaltungsprogramm des Deutschen Pavillons auf der Weltausstellung Expo 2000 in Hannover. Als Projektmanager wirkte er bei der Bewerbung der brandenburgischen Landeshauptstadt Potsdam zur Kulturhauptstadt Europas und initiierte gleichzeitig mit Lord Weidenfeld und Jann Jakobs die dortige internationale Medienkonferenz M100 Sanssouci Colloquium, die er seit der Gründung 2005 als Geschäftsführer betreut.
2006 wurde van Dülmen erster Geschäftsführer der neu gegründeten Kulturprojekte Berlin GmbH, einer landeseigenen gemeinnützigen Einrichtung für übergreifende Kulturveranstaltungen, Vermittlung, Vernetzung und Partizipation. Im Rahmen der Geschäftsführung ist er verantwortlich für die Konzeption und Leitung zahlreicher Großprojekte. Hierzu zählen Großveranstaltungen anlässlich der UEFA EURO 2024, den Jubiläen des Mauerfalls 2009 (Dominoaktion) und 2014 (Lichtgrenze) sowie 2019 und 2024, die Lange Nacht der Museen und die Etablierung der „Berlin Art Week“ seit 2012. Moritz van Dülmen betreute die Berlin-Ausstellung im Humboldt Forum im Berliner Schloss und Durchführung der öffentlichen Feierlichkeiten zum Tag der Deutschen Einheit 2018 in Berlin sowie ein stadtweites Projekt zur Erinnerung an 100 Jahre Revolution in Berlin 1918/1919 sowie zahlreiche weitere Veranstaltungen mit einer Vielzahl an Partnern. Darüber hinaus konzipierte mit seinem Team die Berliner Stadt- und Kulturprojekte zu 75 Jahre Kriegsende im Jahr 2020, zu der die Berliner Landesregierung einen einmaligen Feiertag am 8. Mai 2020 ausrief und das berlinweite Kultursommerfestival seit 2022. 
Von 2007 bis 2021 war van Dülmen als Geschäftsführer in den Vorstand des Landesverbands der Museen zu Berlin (LMB) gewählt und koordiniert seitdem die Verbandsarbeit der Berliner Museen. 
Er ist Mitglied des Hochschulrats der Hochschule für Schauspielkunst Ernst Busch. 
Die Eltern Moritz van Dülmens sind Andrea van Dülmen und Richard van Dülmen. Er hat zwei Geschwister: Alexander van Dülmen und Friederike van Dülmen. Er ist verheiratet mit Anne van Dülmen, hat zwei Kinder und lebt in Berlin.

## Kritik
Bei der Durchführung des Festakts zu 30 Jahre Mauerfall kam es während eines Konzerts zu einem Eklat. Hinter der Sängerin Anna Loos wurde ein hebräischer Schriftzug eingeblendet, der übersetzt heißt: „Schluss mit der Besatzung“. Dieser Ausspruch wird in Israel als Kritik an die Regierung des Landes verwendet. Das Zeigen dieses Schriftzuges am Tag des Mauerfalls fiel Zusammen mit dem 81-jährigen Jahrestags der Pogromnacht. Moritz van Dülmen entschuldigte sich für den Vorfall. Der Schriftzug in der vom ZDF übertragenen Bühnenshow sei Teil einer künstlerischen Videosequenz über rund 20 friedlicher Protestaktionen weltweit gewesen. Im November 2024 berichtete der rbb im Zusammenhang der durch eine parlamentarische Anfrage entstandenen Zweifel an der zielgerichteten Verwendung der Mittel aus dem 10-Millionen-Topf für "Projekte gegen Antisemitismus und für interreligiösen Dialog" darüber, dass mehrere Millionen Euro aus diesem Topf auch an die von van Dülmen geleitete landeseigene Einrichtung Kulturprojekte Berlin GmbH flossen, deren Aktivitäten jedoch nicht auf Antisemitismusprävention fokussiert seien.